# Крудс
Крудс (енгл. The Croods) је амерички рачунарски-анимирани авантуристичко-хумористички филм из 2013. године у продукцији DreamWorks Animation-а и дистрибуцији 20th Century Fox-а. Филм су написали и режирали Кирк Демичо и Крис Сандерс, и глуми гласове Николас Кејџ, Ема Стоун, Рајан Рејнолдс, Кетрин Кинер, Клорис Личман и Кларк Дјук. Радња филма је смештена у измишљено праисторијско плиоцен доба познато као "Крудс" (праисторијски период који садржи измишљена бића) када је угрожена позиција праисторијског пећинског човека као "вође лова". доласком генија који долази до револуционарних нових изума док шетају опасном, али егзотичном земљом у потрази за новим домом.
Филм је имао премијеру 15. фебруар 2013. године на 63. Берлински међународни филмски фестивал и биоскопски је објављен у Сједињеним Државама 22. март, од стране -а. Филм је добио помешан пријем критичара и зарадио је 587 милиона америчких долара широм света преко буџета од 135 милиона америчких долара. Филм је имао премијеру У Србији 21. март 2013. године, од стране MegaCom Film-а.
Наставак, Крудс: Ново доба, објављен је 25. новембара 2020. Године.

## Радња
„Крудс“ је нова авантура из радионице „DreamWorks Animation“ сага о породици пећинских људи, смештена у фиктивну праисторијску еру.
Након што померање континената изазове промену света који познају, ова необична и неустрашива породица креће на путовање и освајање предивних, али понекад и застрашујућих нових предела. Крудс су необични припадници врсте хомосапиенса. „Они су врло физички спремни, али ментално имамо посла са прилично почетничким умовима“, шали се Крис Сандерс (Како да дресирате свог змаја) који је режирао овај филм у сарадњи са Кирком Демиком (Свемирске шимпанзе).

## Улоге
| Лик       | Оригинални глас | Српски глас     |
| --------- | --------------- | --------------- |
| Ип Круд   | Ема Стоун       | Ивана Поповић   |
| Граг Kруд | Николас Кејџ    | Драган Вујић    |
| Гај Круд  | Рајан Рејнолдс  | Марко Јанкетић  |
| Баба Круд | Клорис Личман   | Ђурђија Цветић  |
| Уга Круд  | Кетрин Кинер    | Весна Паштровић |
| Танк Круд | Кларк Дјук      | Стеван Пиале    |